# Stazione di Chorleywood
La stazione di Chorleywood è una stazione situata nella cittadina di Chorleywood, nel distretto di Three Rivers dell'Hertfordshire. È servita dai servizi della metropolitana di Londra e dai treni che effettuano servizio sulla ferrovia Londra-Aylesbury.

## Storia
La stazione fu costruita per la Metropolitan Railway e fu aperta come Chorley Wood l'8 luglio 1889 e ribattezzata Chorley Wood & Chenies il 1 novembre 1915. Nel 1934 tornò al nome originale, cambiato con il nome attuale nel 1965.
La stazione di Chorleywood all'inizio era servita da treni metropolitani a vapore che andavano da Aylesbury a Londra, con il passaggio su una locomotiva elettrica a Rickmansworth. L'elettrificazione a nord di Rickmansworth (a Amersham e Chesham) fu completata nel 1960, e i treni a vapore vennero messi fuori servizio nel 1961.

## Movimento
È servita dai treni della linea Metropolitan. 
La stazione di Amersham è inoltre servita dai treni di Chiltern Railways che operano la tratta tra Aylesbury e Marylebone.